# Bahnhof Port-Royal

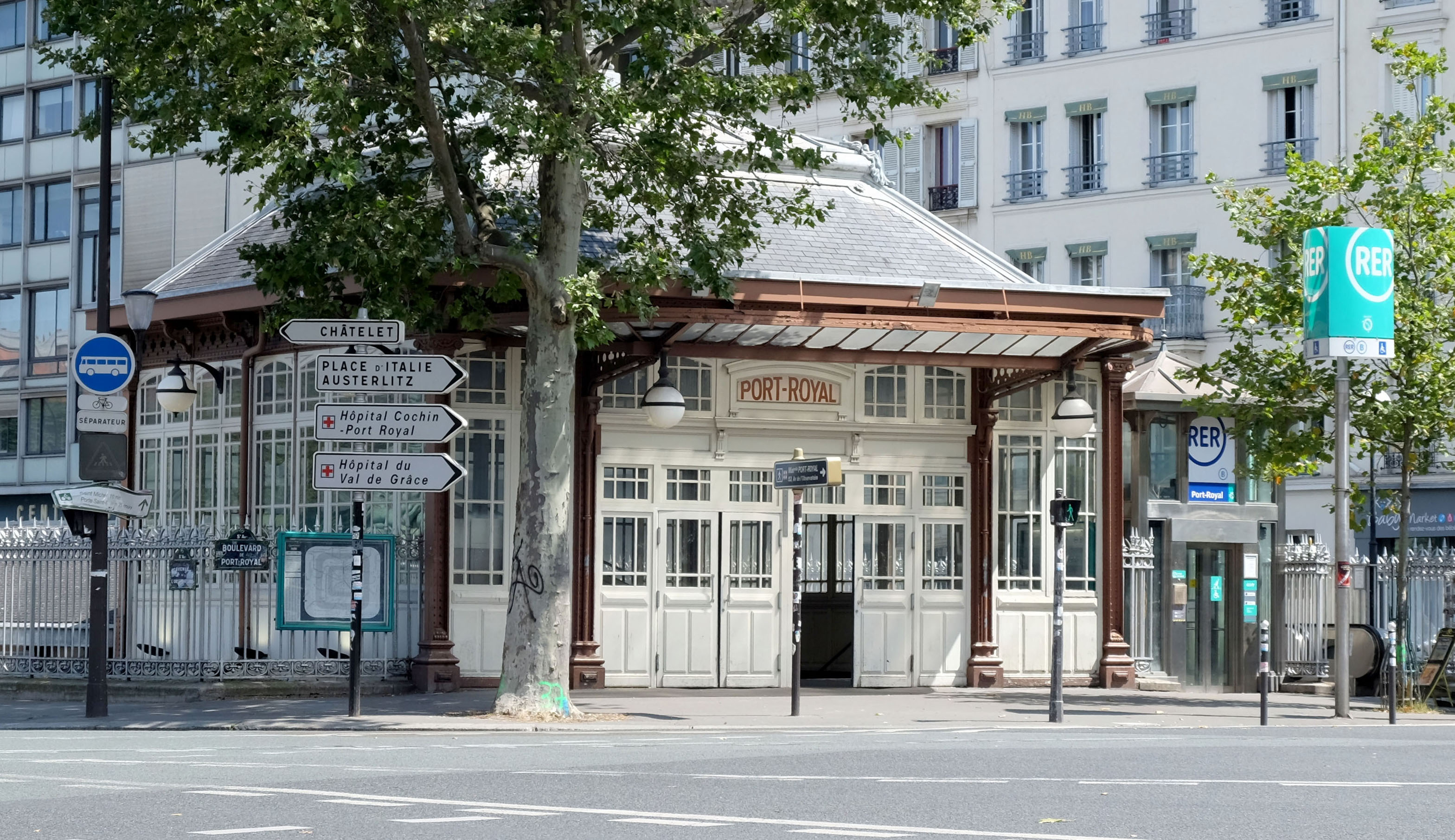
Zugangsbauwerk am Boulevard de Port-Royal

Der Bahnhof Port-Royal (französisch Gare de Port-Royal) ist eine Pariser Station der Linie B des Réseau express régional d’Île-de-France (RER). Verantwortlich für den betreffenden Streckenabschnitt ist nicht die staatliche SNCF, sondern aus historischen Gründen die Régie autonome des transports Parisiens (RATP), die auch das U-Bahn-Netz betreibt.

## Lage

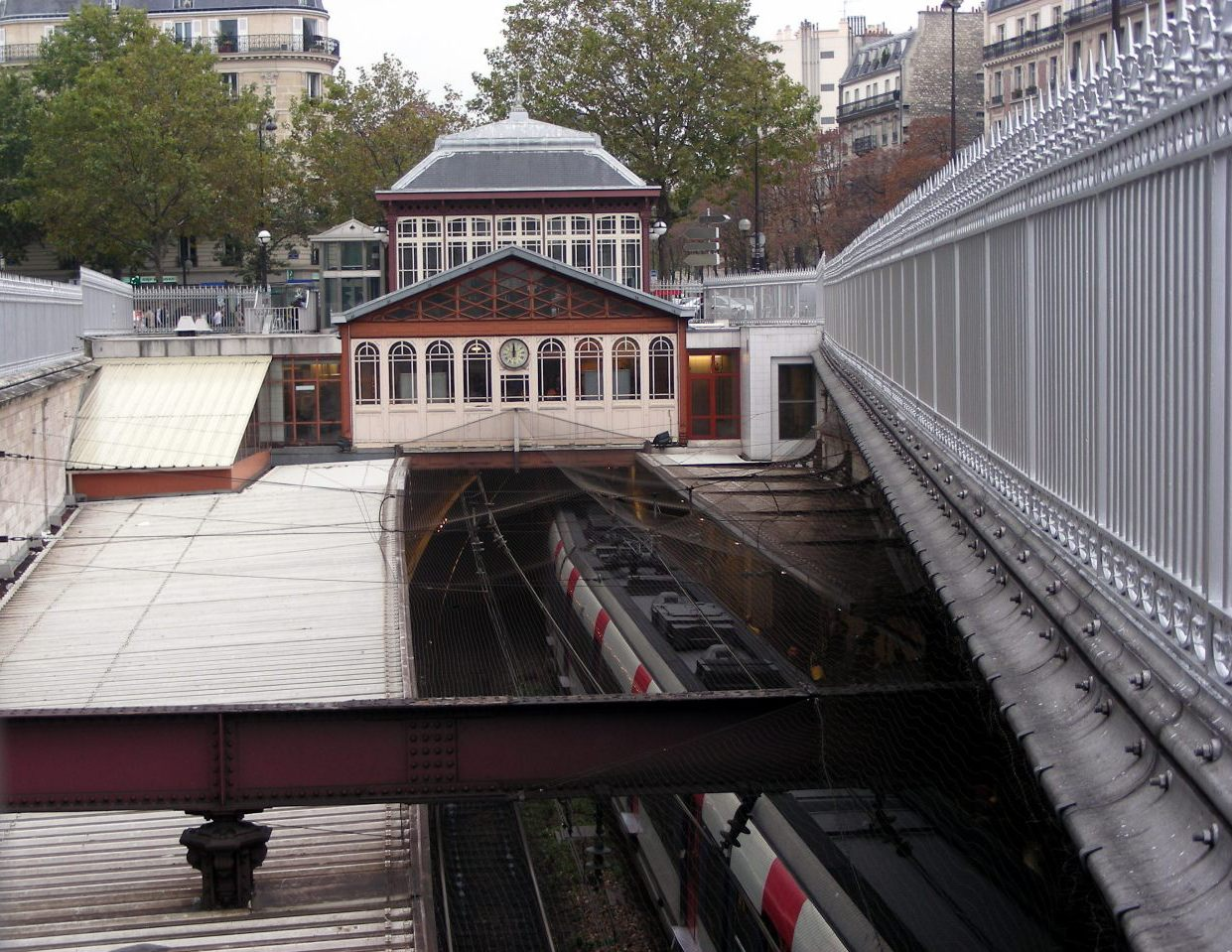
Blick in den offenen Teil der Station

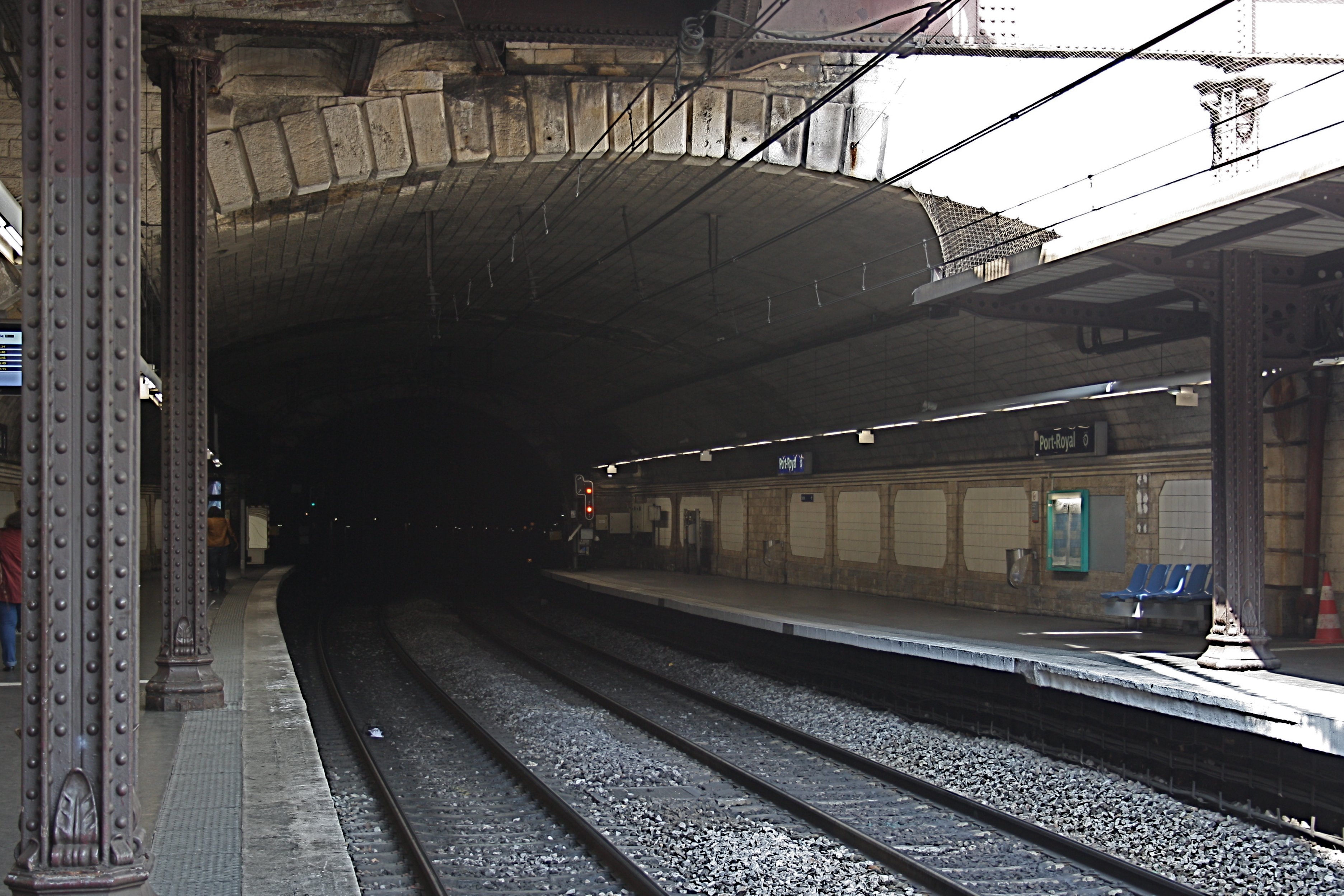
Übergang vom offenen zum unter dem Boulevard Saint-Michel gedeckelten Abschnitt

Der Bahnhof befindet sich an der Schnittstelle des 5., 6. und 14. Arrondissements von Paris. Er liegt unterhalb des Straßenniveaus zwischen dem südlichen Ende des Boulevard Saint-Michel und dem westlichen des Boulevard de Port-Royal. Gleise und Bahnsteige sind teilweise unter Straßen, insbesondere dem Boulevard Saint-Michel, gedeckelt.

## Name
Den Namen verdankt der Bahnhof dem dort beginnenden Boulevard de Port-Royal. Jener wiederum ist nach dem einstigen Frauenkloster Port-Royal de Paris benannt, das zum Zisterzienserkloster Port Royal des Champs in Magny-les-Hameaux südwestlich von Versailles gehörte.

## Geschichte  und Beschreibung

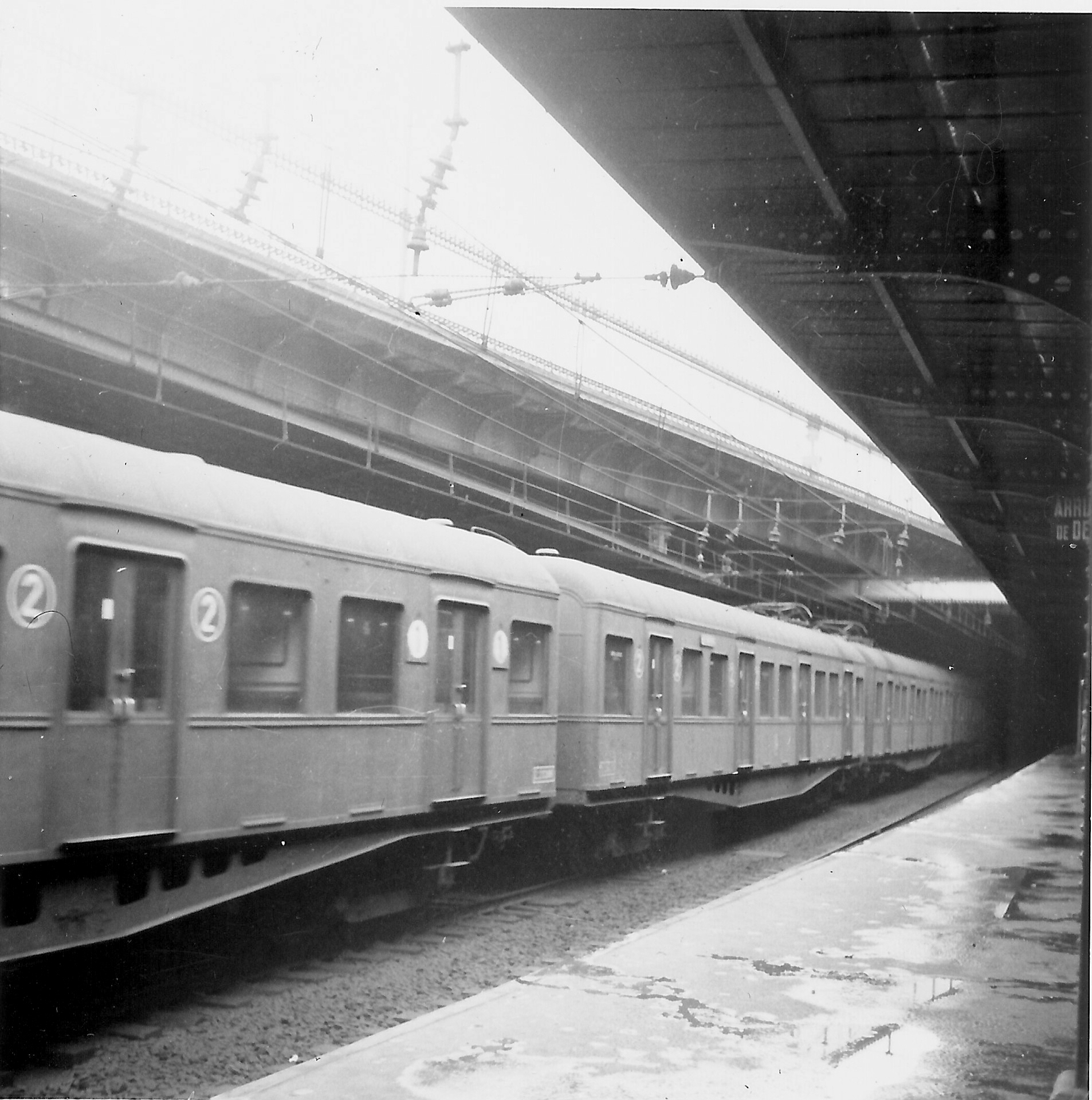
Aus Triebwagen der Baureihe Z 23000 gebildeter Zug der RATP im Bahnhof Port-Royal, 1966

Die Ligne de Sceaux, eine am 7. Juni 1846 von am südlichen Stadtrand errichteten Bahnhof Paris-D’Enfer (heute: Denfert-Rochereau) nach Sceaux eröffnete Vorortbahn, wurde 1895 von der damaligen Betreibergesellschaft Compagnie du chemin de fer de Paris à Orléans (P.O.) weitgehend unterirdisch in Richtung Innenstadt verlängert. Die eingesetzten Dampflokomotiven wurden mit einer Kondensationsvorrichtung ausgestattet, um die durch sie verursachte Luftverschmutzung im Tunnelbereich zu reduzieren.
Zwischen Denfert-Rochereau und dem neuen Endbahnhof Luxembourg wurde die Station Port-Royal angelegt. Um den durch das Kondensationssystem „gequälten“ Dampfloks „frische Luft“ zu verschaffen, wurde ein Teil der Station nicht gedeckelt. Das Empfangsgebäude wurde aus Platzgründen quer über den Gleisen errichtet, es ist im ursprünglichen Zustand erhalten. An den beiden Streckengleisen liegen zwei überdachte, zwischenzeitlich verlängerte Seitenbahnsteige.

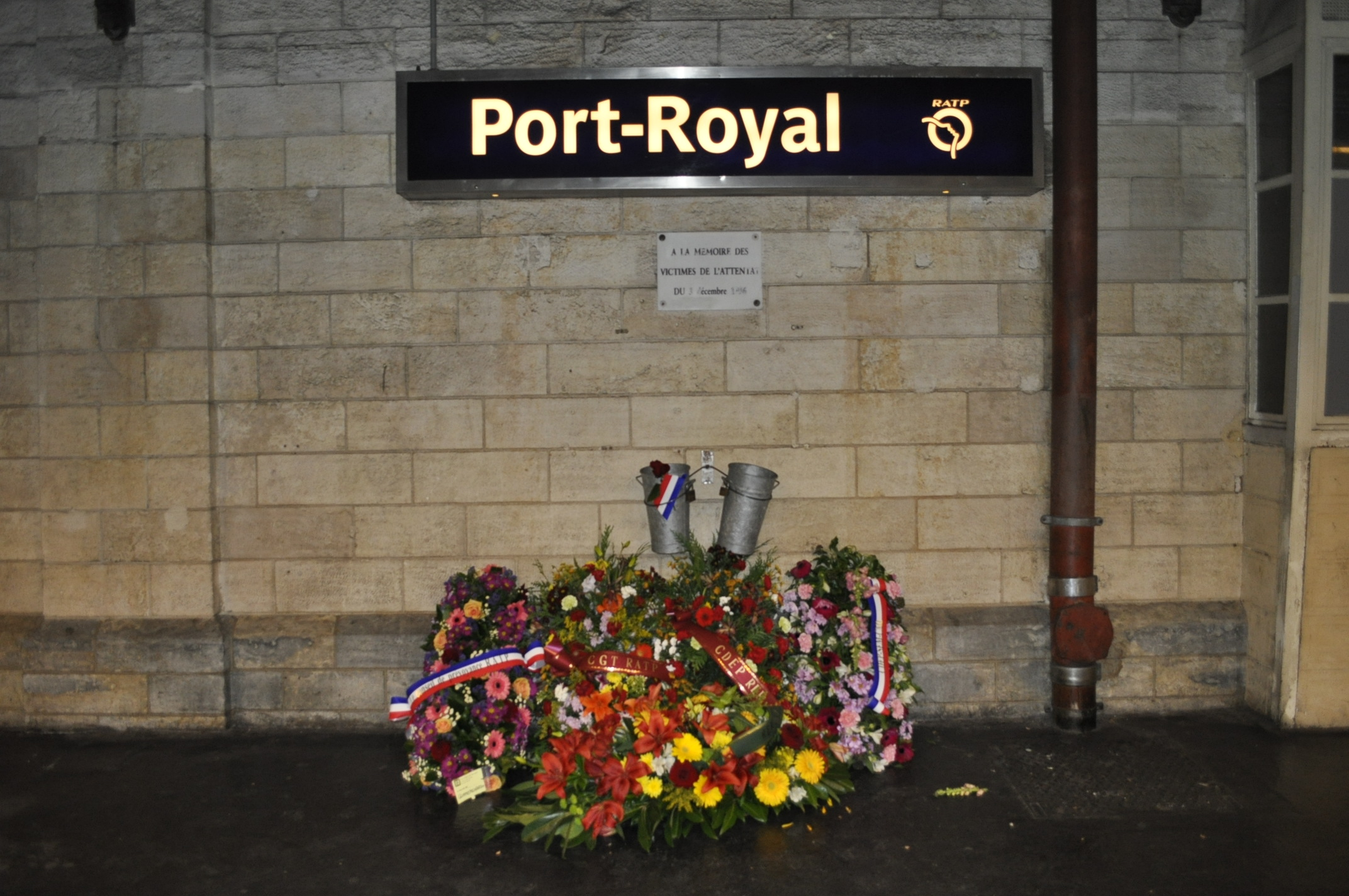
Erinnerungsort für die Opfer des Attentats – die Stationsschilder tragen das Signet der RATP

In den Jahren 1937/38 wurde die Ligne de Sceaux mit 1500 Volt Gleichspannung mittels Oberleitung elektrifiziert. Neuer Betreiber wurde die Compagnie du chemin de fer métropolitain de Paris (CMP), die 1948 in der RATP aufging. Speziell für die Strecke bestellte die CMP ab 1934 Triebwagen der Baureihe Z 23000, von der bis 1962 mehrere Serien geliefert wurden. Sie wurden in Mehrfachtraktion ohne Beiwagen eingesetzt.
1977 wurde die Strecke als Linie B Teil des Réseau express régional (RER). Aktuell verkehren dort Zweisystemtriebzüge der Baureihen MI 79 und MI 84.

Am 3. Dezember 1996 kamen bei einem Bombenattentat im Bahnhof Port-Royal vier Menschen ums Leben, 170 weitere wurden verletzt. 